# Ners
Ners is een gemeente in het Franse departement Gard (regio Occitanie) en telt 618 inwoners (1999). De plaats maakt deel uit van het arrondissement Alès.
Het kasteel van Ners (of Tour de Guet) is een wachttoren uit de 12e eeuw die onderdeel was van de stadsmuur.

## Geografie
De oppervlakte van Ners bedraagt 4,9 km², de bevolkingsdichtheid is 126,1 inwoners per km².
De onderstaande kaart toont de ligging van Ners met de belangrijkste infrastructuur en aangrenzende gemeenten.

## Demografie
Onderstaande figuur toont het verloop van het inwonertal (bron: INSEE-tellingen).